# Сопло

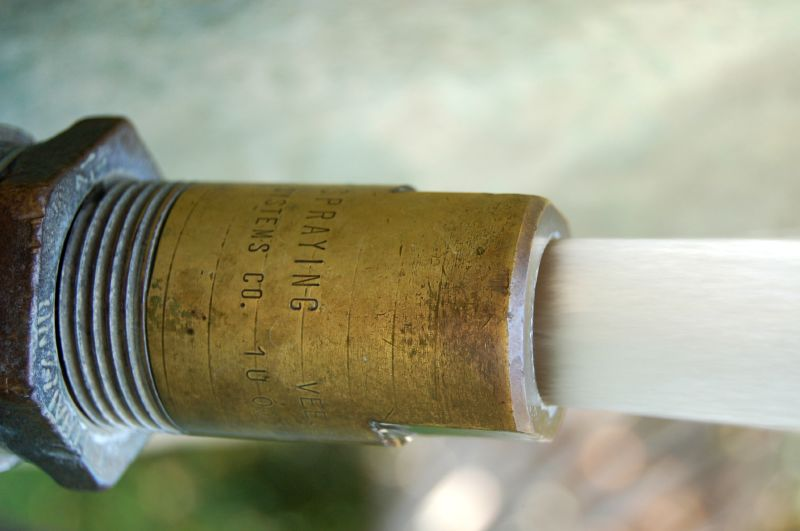
Сопло для регулювання струменя води

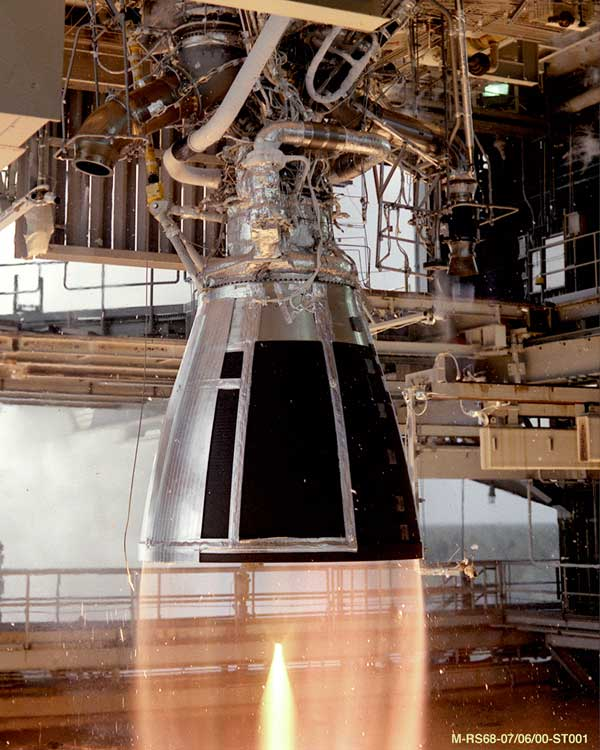
Потік реактивного струменя з сопла ракетного двигуна RS-68 на випробуваннях в Космічному центрі ім. Стенніса, НАСА, Каліфорнія, США

Сопло́ — кінцева частина труби або трубчаста конічна насадка, призначена для регулювання струменю газу, пари, рідини, що з неї виходять. Пристрій у вигляді каналу спеціального профілю для підвищення швидкості потоку рідин або газів до заданого значення та надання потокові заданого напряму.

## Загальний опис
Спеціально спрофільований закритий канал для розгону рідини чи газу і надання потоку заданого напрямку. У найпростішому випадку сопло являє собою циліндричний або конічний патрубок (насадок), один кінець якого приєднаний до джерела рідини чи газу, а з іншого виходить сформований струмінь.
Прикладами гідравлічних сопел можуть служити сопло брандспойта або сопло фонтану.
Сопло — канал змінного перерізу, призначений для розгону рідин або газів до певної швидкості і направлення потоку в потрібному напрямку. Принцип дії заснований на безперервному збільшенні швидкості рідини чи газу в напрямку течії від вхідного до вихідного перерізу. Для забезпечення виходу рідини (газу) необхідний перепад тиску з перевищенням його на вхідному перерізі. Залежно від кінцевої швидкості на виході розрізняють дозвукові і надзвукові сопла. Для дозвукового сопла характерна рівність тисків на виході і в навколишньому середовищі. У такому випадку при зростанні тиску на вході і постійному тиску навколишнього середовища швидкість у вихідному перерізі спочатку збільшується, а потім при певному значенні вхідного тиску стає постійною і не змінюється при подальшому збільшенні тиску на вході. Швидкість подачі при цьому називається критичною, рівною швидкості звуку.
Використовується в парових і газових турбінах, ракетних і повітряно-реактивних двигунах, газодинамічних лазерах, обладнанні для нанесення фарб, абразиво-струминній обробці тощо.